# 아베 카오루 (색소폰 연주자)
아베 카오루 (阿部 薫, あべ かおる, 1949-1978)는 일본의 프리 재즈계에서 활동하던 알토 색소폰 연주자이다. 베이스 클라리넷, 하모니카 등도 연주했다. 연주 스타일은 격정적 프리 재즈.

## 개요
가나가와현 가와사키시 출신이다. 고등학교를 다니다 중퇴했고 68년에 데뷔한다. 70년에 공연 《해체적 교감 解体的交感》을 가졌고 앨범이 나왔다. 78년에 데렉 베일리의 음반에 참여한다.
아베는 활동량이 많아서 매일 어딘가에서 연주를 했고 그의 음반 목록은 다수가 라이브 녹음이다. 사망 직전에는 계속 악기를 바꿔가며 공연을 했다. 약물 과용으로 29세에 죽었으나 사고인지 자살인지 판명되지 않았다.
영화감독 芥正彦와 교류가 있어서 함께 이벤트를 하곤 했다. 요시자와 모토하루 코스기 타케히사 야마시타 요스케 등과 협연을 남겼으며 미카미 칸과도 종종 공연을 했다. 그와 교류가 있던 와카마쓰 고지 감독이 그의 전기영화 엔드리스 왈츠를 연출했다.
전처는 작가 스즈키 이즈미. 가수 사카모토 규가 삼촌이다. 유품인 색서폰은 하이노 케이지가 소유하고 있다. 음악적으로 오토모 요시히데에게 큰 영향을 주었다.

## 음반 목록
- 1970年3月、新宿（1970）阿部薫TRIO
- 解体的交感（1970）高柳昌行との共演作
- 集団投射-Mass Projection（1970）高柳昌行との共演作
- 漸次投射-Gradually Projection（1970）高柳昌行との共演作
- DUO/Jazz Bed（1971）山崎弘との共演作
- アカシアの雨がやむとき（1971）佐藤康和との共演作
- 風に吹かれて（1971）
- 暗い日曜日（1971）
- またの日の夢物語（1972）
- 光輝く忍耐（1972）
- 木曜日の夜（1972）
- WINTER1972（1972）
- 遥かな旅路（1973）
- 彗星パルティータ（1973）1973年3月act's105でのライブ録音。プロデューサーは芥正彦。
- なしくずしの死(MORT A CREDIT)（1975）
- 北(NORD)（1975）吉沢元治との共演作
- スタジオ・セッション　1976.3.12（1976）
- Live at 八王子アローン Sep.3.1977（1977）井上敬三, 中村達也との共演作
- ソロ・ライヴ・アット・騒vol.1~10（1977～1978）
- オーヴァーハング・パーティー（1978）豊住芳三郎との共演作
- Last Date 8.28, 1978（1978）
- The Last Recording（1978）

## 같이 보기
- 사카모토 류이치